# Kinyinya
Kinyinya (Kinyarwanda Umurenge wa Kinyinya) ist einer von 15 Sektoren im Distrikt Gasabo in der Hauptstadt Kigali in Ruanda.

## Geographie
Kinyinya hat eine Fläche von 24,2 km². Der Sektor unterteilt sich in die vier Zellen Gacuriro, Gasharu, Kagugu und Murama. Nachbarsektoren von Kinyinya sind im Norden Nduba, im Osten Bumbogo, im Südosten Kimironko, im Süden Remera und Kacyiru, im Westen Gisozi und im Nordwesten Jabana.

## Bevölkerung
Nach der Volkszählung von 2022 betrug die Einwohnerzahl 125.400 Einwohner. Zehn Jahre zuvor waren es 57.846, was einer jährlichen Bevölkerungszunahme von 8,1 Prozent zwischen 2012 und 2022 entspricht.

## Kultur
Die Überreste eines Panzers in Rukinga in der Zelle Kagugu erinnern an die Kämpfe zur Beendigung des Völkermords von 1994. Das Fahrzeug wurde von RPA-Soldaten außer Gefecht gesetzt. Ein weiteres Denkmal zeigt zwei Soldaten, die ein Maschinengewehr abfeuern.